# Lutz Dombrowski
Lutz Dombrowski, född 25 juni 1959 i Zwickau, är en före detta östtysk friidrottare (längdhoppare). 
Dombrowski var DDR:s bästa längdhoppare genom tiderna med OS-guldet 1980 som höjdpunkt. Än idag innehar Dombrowski nationsrekordet i längdhopp för det återförenade Tyskland. Under sin aktiva karriär mätte Dombrowski 187 cm och vägde 87 kg.

## Karriär
Dombrowski representerade SC Karl-Marx-Stadt. Vid OS i Moskva 1980 vann Dombrowski guld. Segerhoppet mätte 8.54 (= tyskt rekord), silvret vanns av landsmannen Frank Paschek (8.21) och bronset av Sovjetunionens Valerij Podluschini (8.18). Inte nog med att Dombrowskis hopp var tyskt rekord, det var då världens näst längsta hopp genom tiderna och det allra längsta hoppet noterat på låglandsbana (-2000m över havet).
Vid EM 1982 i Aten blev Dombrowski europamästare efter att ha hoppat mästerskapsrekord med 8.41 meter.

## Tyskt rekord
- Längdhopp: 8.54 (Moskva, Sovjetunionen, 1980)